# Monstro do Pântano
O Monstro do Pântano (Swamp Thing, no original em inglês) é um personagem de história em quadrinhos (banda desenhada no português de Portugal) criado por Len Wein e por Berni Wrightson para a editora norte-americana DC Comics e faz parte do selo Vertigo.

## Origem
Alec Holland nascido em 4 de Setembro de 1963, era um homem que foi transformado num monstro composto por matéria vegetal depois que uma explosão em seu laboratório o encharcou com produtos químicos. O Monstro do Pântano apareceu primeiramente na revista Casa dos Segredos #92 (Junho-Julho 1971), com o nome Alex Olsen. No começo do século XX, o cientista Alex Olsen é vítima  de uma explosão em seu laboratório planejada por seu colega de trabalho, Damian Ridge, que pretendia matá-lo de modo que pudesse ganhar a mão da esposa de Olsen, Linda. Olsen é transformado pelos produtos químicos e pelas plantas dentro do pântano em um monstro disforme que volta para matar Ridge antes que este possa matar Linda. Incapaz de revelar a Linda sua verdadeira identidade, o Monstro do Pântano volta tristemente pras profundezas de sua nova morada. Essa devia ser uma história isolada (uma one-shot).
Após o sucesso dessa história na Casa dos Segredos, pediram para os criadores originais que escrevessem uma série contínua, mas atualizassem o personagem para o presente e que parecesse mais heroico. O Monstro do Pântano nº1 (1ª série, Outubro-Novembro 1972, por Wein e por Wrightson) estreou, trazendo a nova origem do personagem. O cientista Alec Holland, trabalhando em uma fórmula restaurativa secreta nos pântanos da Louisiana que poderia "fazer florestas brotar dos desertos", é morto por uma bomba plantada por agentes do misterioso Senhor E, que quer a fórmula. Coberto com os produtos químicos em chamas, Holland foge do laboratório e cai nas águas do pântano. Algumas horas mais tarde, uma criatura que assemelha-se a uma planta humanoide aparece." Muitas de suas histórias na antiga fase da revista envolviam o Monstro do Pântano buscando uma maneira de tornar-se outra vez humano.
A principal diferença entre o primeiro e o segundo Monstro do Pântano é que o último parece mais musculoso do que disforme, além de possuir a habilidade de falar. A impossibilidade de falar de Alex Olsen é o principal motivo pelo qual sua esposa era incapaz de o reconhecer.
```
Foi em Monstro do Pântano nº25 que houve a primeira aparição do personagem 
John Constantine
 nos quadrinhos
```

## As séries do Monstro do Pântano
As revistas do Monstro do Pântano são consideradas um dos maiores marcos na história dos quadrinhos americanos, especialmente durante a época em que foi escrita por Alan Moore. Houve quatro séries no total, incluindo diversos especiais. Muitos dos melhores escritores na indústria começaram trabalhando com o personagem ou em Hellblazer (que, antes de ser uma revista independente, era parte da Monstro do Pântano).

## Primeira série

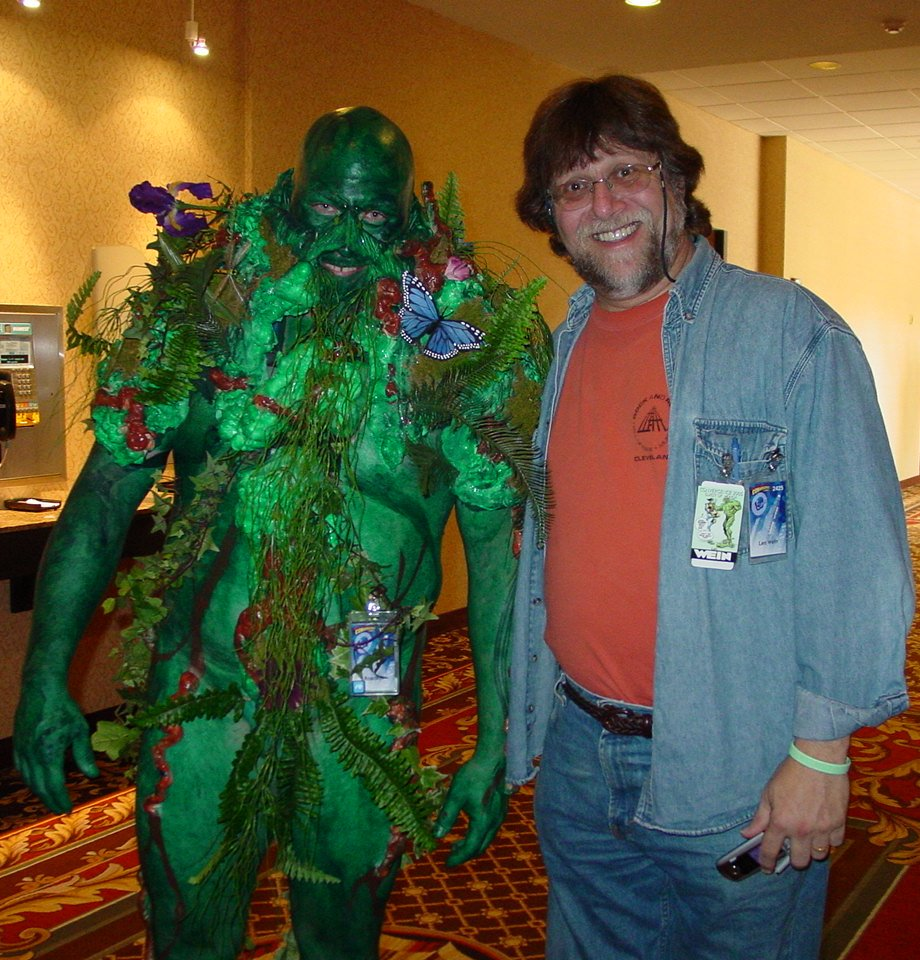
O criador Len Wein em 2005 com um fã fantasiado de Monstro do Pântano

A primeira série foi de 1972 a 1976, totalizando 24 edições. Nela o Monstro do Pântano enfrenta o mal ao seu redor, enquanto procurava um meio de reconquistar sua humanidade e encontrando ocasionalmente o Dr. Anton Arcane. Este Arcane era seu antagonista tradicional e foi morto diversas vezes, retornando com diferentes formas durante o passar da série (incluindo um velho, uma criatura semelhante a um zumbi, um híbrido robô-aranha-humano e um homem religioso). Os figurantes incluíam Mathew Cable (que, suspeita-se, seja o corvo Mathew que habita o Sonhar de Sandman) que perseguiu o Monstro do Pântano nas primeiras edições e que acreditava que ele fosse o assassino de Linda Holland (a esposa de Alec, que na verdade foi morta por um capanga do senhor E), e Abigail/Abby Arcane, a sobrinha do doutor que tinha o cabelo prateado com uma mecha negra.
Quando as vendas começaram a cair no fim da série, os escritores tentaram reviver o interesse introduzindo estrangeiros, fantasia, alienígenas, e mesmo um irmão e uma cunhada de Alec Holland nas histórias.
A aparição da família de Holland  no fim da série marcou essas edições como as mais inábeis. A edição 23 trazia um super-ser chamado Sabre, matando o Monstro do Pântano. O último quadro mostrava Alec Holland inexplicavelmente de volta a forma humana, e seu irmão gritando "Alec Holland vive novamente!".
Embora o Monstro do Pântano estivesse na capa da última revista dessa série, Holland aparecia como ser humano durante toda a história, na qual ele e seu irmão perseguiam uma criatura chamada Thrudvang.
Com o advento da segunda série, todos esses últimos eventos foram ignorados e banidos da continuidade.

## Segunda série
Em maio 1982, a DC Comics retomou a série do Monstro do Pântano após o sucesso razoável do filme de mesmo nome dirigido por Wes Craven (diretor entre outros de Pânico e da série A Hora do Pesadelo). A revista (rebatizada como Saga do Monstro do Pântano) ignorou a reversão do Monstro à forma humana, e continuou o a linha de situações super-heroicas e sua inabilidade em encontrar uma cura. O primeiro arco de histórias, escrito por Martin Pasko, levou o Monstro do Pântano a viajar a muitos lugares exóticos, sendo possuído por demônios, e impedindo que a jovem bruxa Karen Clancy destrua o mundo. Na edição 16, os artistas foram substituídos por Stephen Bissette e John Totleben, dois dos três desenhistas que trabalhariam mais tarde na fase escrita por Moore. De acordo com ambos (Bissette e Totleben), eles  tentaram contribuir com ideias de histórias para o título, mas Pasko não os ouvia. Nessa época, o Monstro ao pântano, encontrando-se com Mathew Cable e Abby, que era agora esposa de Cable. Cable se revela um alcoólatra que obteve a habilidade de controlar seres demoníacos, e Anton Arcane retorna como uma espécie de aranha-robô para enfrentar Alec Holland.

### A fase Alan Moore
Na edição 20, o escritor inglês Alan Moore assumiu o lugar de Martin Pasko. Relativamente desconhecido até então, Moore só havia escrito várias histórias para a 2000 A.D. e para a Marvel UK; mas porque o Monstro do Pântano estava a beira do cancelamento, os editores estavam dispostos a correr qualquer risco que Moore pudesse representar.
O "risco" que Moore  correu foi o de destruir e reconstruir todo o conceito do personagem. Na revista nº 20 o Monstro do Pântano leva um tiro na cabeça e é capturado por homens da corporação Sunderland. Na edição 21, na já lendária história  Lição de Anatomia, seu corpo foi entregue ao vilão menor Jason Woodrue, que tinha sido empregado por Sunderland para executar uma autópsia.
Durante a autópsia, Woodrue descobriu que a fisiologia do Monstro do Pântano era somente superficialmente humana: seus órgãos eram pouco mais do que imitações cruas e não funcionais de suas contrapartes humanas, e que não havia nenhuma maneira  de o corpo do Monstro do Pântano ter-se originado  de um corpo humano. Isso significa que o Monstro não era Alec Holland, apesar de pensar assim: Holland tinha, na vegetação do pântano, e a vegetação do pântano tinha absorvido a fórmula, sua mente, conhecimento, memórias, e habilidades. Alec Holland não se curara, porque não havia o que curar. Woodrue concluiu também que, apesar da autópsia, o Monstro do Pântano estava ainda vivo, já que "você não pode matar um vegetal disparando na sua cabeça".
Com isso, Moore redefiniu o Monstro do Pântano como uma "planta *elemental", o que deixou o personagem aberto a interpretações muito mais amplas, dando-lhe a habilidade de controlar plantas e de viajar através do "verde".
Durante a era Moore, o Monstro do Pântano ficou catatônico em decorrência do choque de mergulhar-se profundamente no "verde",  uma dimensão que conecta toda a vida vegetal. Woodrue ficou insano após tentar se conectar ao Verde através do Monstro do Pântano, e Abby teve que revivê-lo a fim de deter Woodrue, depois que este matou uma vila inteira. Retornou aos pântanos (cuja localização se revelou ser a Louisiana), onde encontrou Jason Blood, o dêmonio Etrigan, e em seguida deu um enterro final para Alec Holland.
Matthew Cable, ferido gravemente no arco de história anterior, revelou-se possuído por Anton Arcane, e Abby havia tido um relacionamento incestuoso com ele sem saber. Depois de uma luta contra Cable, este entrou em coma, e a alma de Abby foi enviada ao inferno, mas em uma edição baseada no inferno de Dante, o Monstro do Pântano procurou por Abigail, encontrando personagens tais como o Espectro no caminho, e finalmente a salvando.
Pouco depois disso o arco de histórias American Gothic, que introduziu o personagem John Constantine (mais tarde a estrela de sua própria revista), onde o Monstro do Pântano teve que viajar a diversas partes de América, encontrando diversos monstros do horror clássico, incluindo lobisomens e zumbis, mas modernizados levando em conta as edições atuais. Esse arco de histórias terminou com um crossover com a megassérie da DC Crise nas Infinitas Terras. Nela também apareceu pela primeira vez o Parlamento das Árvores, que era onde os outros Elementais como ele descansavam depois que seus dias sobre a Terra terminavam, e aqui Moore resolveu o problema de continuidade da primeiro e segundo Monstro do Pântano - o primeiro Monstro do Pântano, Alex Olsen, era parte do Parlamento.
Na sequência a estes fatos, o Monstro do Pântano foi emboscado e sua alma enviada ao espaço. Viajou a diversos planetas antes de retornar para casa no momento mais conveniente a sua vingança.
O que Moore produziu na revista Monstro do Pântano teve um efeito profundo na linha principal de quadrinhos da DC - foi a primeira HQ de "horror" da DC a reaproximar o gênero à  orientação para adultos desde os anos 50; e iniciou a ascensão da linha Vertigo de quadrinhos maduros, que foram escritas com os adultos em mente. Saga do Monstro do Pântano foi a primeira série popularizada de quadrinhos a abandonar completamente a autoridade do Comics Code Authority e a escrever diretamente para adultos.

### Rick Veitch
Moore escreveu a série durante 45 edições e foi substituído por Rick Veitch (de quem Moore é admirador confesso), que continuou a história num estilo similar por mais 24 edições. Hellblazer começou a ser publicado então, e as duas séries tiveram vários crossovers. Na era Veitch, o Parlamento das Árvores, acreditando que o Monstro do Pântano havia morrido, criou um Broto (um ser capaz de se tornar um novo monstro do pântano, se encontra um corpo em condições adequadas) para substituí-lo. Quando o Parlamento descobriu que ele ainda estava vivo, deu-lhe a escolha de destruir o novo Broto ou abandonar a Terra para se juntar aos outros parlamentares, já que dois elementais não podiam coexistir sem terríveis consequências. Não disposto a sacrificar uma vida inocente, o Monstro contornou a situação tornando o Broto seu próprio filho, engravidando Abby para isso, usando o corpo de John Constantine (esta série recebeu o nome de O Celestial e o Profano). A publicação no Brasil foi interrompida nesse ponto. Mais tarde, durante um evento chamado Invasão, o Monstro do Pântano foi jogado no passado, e atravessou o tempo para retornar ao presente.
A Era Veitch terminou em uma disputa criativa, quando a DC recusou-se a publicar a edição 88 por causa do uso de Jesus como um personagem devido às controvérsias que se levantaram na época pelo filme de Martin Scorsese, A Última Tentação de Cristo, apesar de ter aprovado o script previamente. O desenhista Michael Zulli já tinha terminado  parcialmente a arte. Essa atitude repugnou Veitch que abandonou imediatamente o roteiro, já que essa edição deveria ser sua última. Os escritores Neil Gaiman e Jamie Delano, que foram escalados originalmente para serem os escritores seguintes, declinaram educadamente o convite, em atitude de apoio a Veitch.

### Doug Wheeler
Doug Wheeler escreveu as edições 88-109, sob o ressentimento dos fãs, embora tivesse escrito o encontro entre Jesus e o Monstro do Pântano na edição 88. Wheeler teve a tarefa infeliz da escrever sob a sombra de Moore e de Veitch, e também de Neil Gaiman, que tinha acabado de escrever Monstro do Pântano Anual e uma minissérie da Orquídea Negra (na qual o Monstro do Pântano aparece). Ele escreveu boas histórias, mas eram visivelmente inferiores as dos três autores. Não ajudou o fato de que estava acompanhado pelo desenhista Pat Broderick, cuja arte-final brilhante e limpa trabalhou mal em um título de horror. Ironicamente, sua época teve algumas das melhores capas da série, ilustradas por John Totleben. O arco de histórias principal dessa fase se desenvolve em torno do nascimento do Broto, que o Monstro e Abby chamaram de Tefé Holland.

### Nancy A. Collins
A escritora de terror  Nancy A. Collins assumiu o roteiro em 1991, escrevendo aproximadamente 28 edições. Escreveu suas histórias com mais foco na fantasia e nos mitos. Introduziu a personagem Lady Jane que se tornou bastante popular, "amarrando" diversas pontas que ficaram soltas durante a era de Moore (que envolviam na maior parte Anton Arcane), e novamente a série ganhou o interesse dos fãs outra vez. O Monstro do Pântano passou a fazer parte oficialmente da linha Vertigo na edição 129.

### Mark Millar
Mark Millar, na época pouco conhecido nos Estados Unidos, assumiu o título em seguida. Seu primeiro arco de histórias de quatro edições foi co-escrito por Grant Morrison. Mostra um Alec Holland que acorda "de um sonho". Embora fosse explicado mais tarde como o Monstro do Pântano se tornou humano, o choque desse início elevou o interesse dos leitores.
A maior parte da fase de Millar é dividida em diversos arcos menores, nos quais o Monstro do Pântano primeiramente aprende sobre a existência de vários outros Parlamentos de outras espécies de elementais, e se torna em seguida o campeão deles. Em ordem, estes são pedra, ondas, vapor e fogo. Nas seis últimas revistas, num final apropriado à série inteira, o Monstro do Pântano já é algo muito além da humanidade, praticamente se transformando em um deus que quer livrar o mundo da praga humana para que os outros elementos possam sobreviver. Esta sequência culmina com o Monstro do Pântano transformando-se um elemental planetário, o elemental da própria Terra, e juntando-se ao Parlamento dos Mundos. Foi a mudança  mais significativa feita ao Monstro do Pântano desde a reinterpretação de Moore do personagem.
A fase de Millar era mais próxima da de Moore e de Veitch do que de seus predecessores imediatos, especialmente em seu uso de estrelas convidadas do universo DC mais tradicionais. Uma de suas realizações inclui a reintrodução de Anton Arcane, ressuscitado e convertido em um devoto fervoroso, levantando a pergunta de se o mal poderia ter mudado após tudo.

## Terceira série
Escrita por Brian K. Vaughan e desenhada por Giuseppe Camuncoli em 2000-2002, a terceira série focalizou-se na filha do Monstro do Pântano, Tefé Holland. Mesmo que cronologicamente ela devesse ter 13 anos, os eventos que ocorreram na fase precedente fizeram com que aparecesse como uma adolescente. Devido às circunstâncias de como foi concebida (o Monstro do Pântano, possuindo John Constantine, não estava ciente de que ele recebeu uma transfusão de sangue de um demônio), ela manteve o poder tanto sobre plantas quanto sobre a carne. Enquanto a ideia de uma protagonista adolescente era original, a série em si foi decepcionante, cometendo diversos erros graves de continuidade (a onipotência do Monstro do Pântano nunca foi mencionada) e contendo personagens (como um samurai vegetal chamado Kudzu) menos importantes do que redundantes. O script brilhou em determinados momentos, tais como um encontro entre Tefé Holland e John Constantine, e Vaughan escreveria mais tarde quadrinhos de qualidade superior como Y: the last man e Ex Machina. A história de Tefé foi interrompida na edição 20, na qual após comer da árvore do conhecimento viu duas visões de futuros possíveis, e escolheu não seguir nenhuma delas.

## Quarta série
A quarta série começou em 2004, com os escritores revezando-se entre Andy Diggle, Will Pfeifer e Joshua Dysart. Na série atual, Tefé Holland e o Monstro do Pântano revertem a sua forma de monstro de material vegetal  após o primeiro arco de histórias, e está trabalhando para recuperar seus poderes sobre as plantas.

## Poderes e habilidades
O Monstro do Pântano teve seus poderes variando de acordo com a fase que foi escrito. Na época de Len Wein e Bernie Wrightson, o Monstro tinha apenas força sobre-humana e regeneração, e tinha habilidades científicas devido a mente de Alec Holland. Na fase de Alan Moore, quando o Monstro descobriu ser um elemental da terra, adicionou-se um vasto controle sobre a forma vegetal. Ele pode mentalmente mover ou crescer plantas, animar madeira talhada ou morta, etc. Este poder era tamanho que ele conseguiu transformar Gotham City numa floresta. Seu corpo vegetal também lhe confere propriedades únicas. Ele pode abandonar seu corpo e fazer sua consciência viajar através do plano elemental conhecido como o Verde (uma forma de projeção astral), e renascer em um novo local, formando um novo corpo a partir das plantas do lugar. Esta habilidade também confere habilidades únicas baseadas no tipo de vegetação nativa. Ex: Se ele renasce em um deserto, ele poderia formar um corpo a partir de cactus, tendo espinhos pelo corpo. Ele pode fazer crescer flores em seu corpo, para atrair, com o pólen, um enxame de insetos. Ele pode criar tubérculos em seu corpo que tem propriedades alucinógenas. Ele também pode transferir sua consciência para corpos humanos, vivos ou mortos. O Monstro pode entrar em comunhão com o Verde, de modo que pode perguntar a consciência coletiva da vida vegetal no planeta onde estão indivíduos ou objetos específicos. Ele pode alterar seu próprio tamanho, ficando gigantesco, esticar membros, ou criar clones de si que não tomam decisões sozinhos. Como um vegetal, ele consegue realizar fotossíntese.

## Televisão e cinema
Houve dois filmes baseados no Monstro do Pântano (o primeiro foi dirigido por Wes Craven), uma série de desenho animado e outra feita com atores. Os fãs frequentemente consideram estas versões inferiores em termos de qualidade e criatividade, comparados a reinterpretação de Alan Moore.
Foram também criados alguns itens para o merchandising  das séries de TV e animação, incluindo adesivos, um jogo de tabuleiro, e um giz de cera verde no formato do Monstro.
Em Novembro de 2018, foi confirmado a produção de uma nova série do personagem para o sistema de streaming DC Universe. A série terá James Wan como produtor. Andy Bean irá interpretar o Dr. Alec Holland e dublar o Monstro do Pântano enquanto que Derek Mears fará o corpo do personagem. A série tem previsão de estreia para o dia 31 de Maio de 2019.

## Personagens relacionados

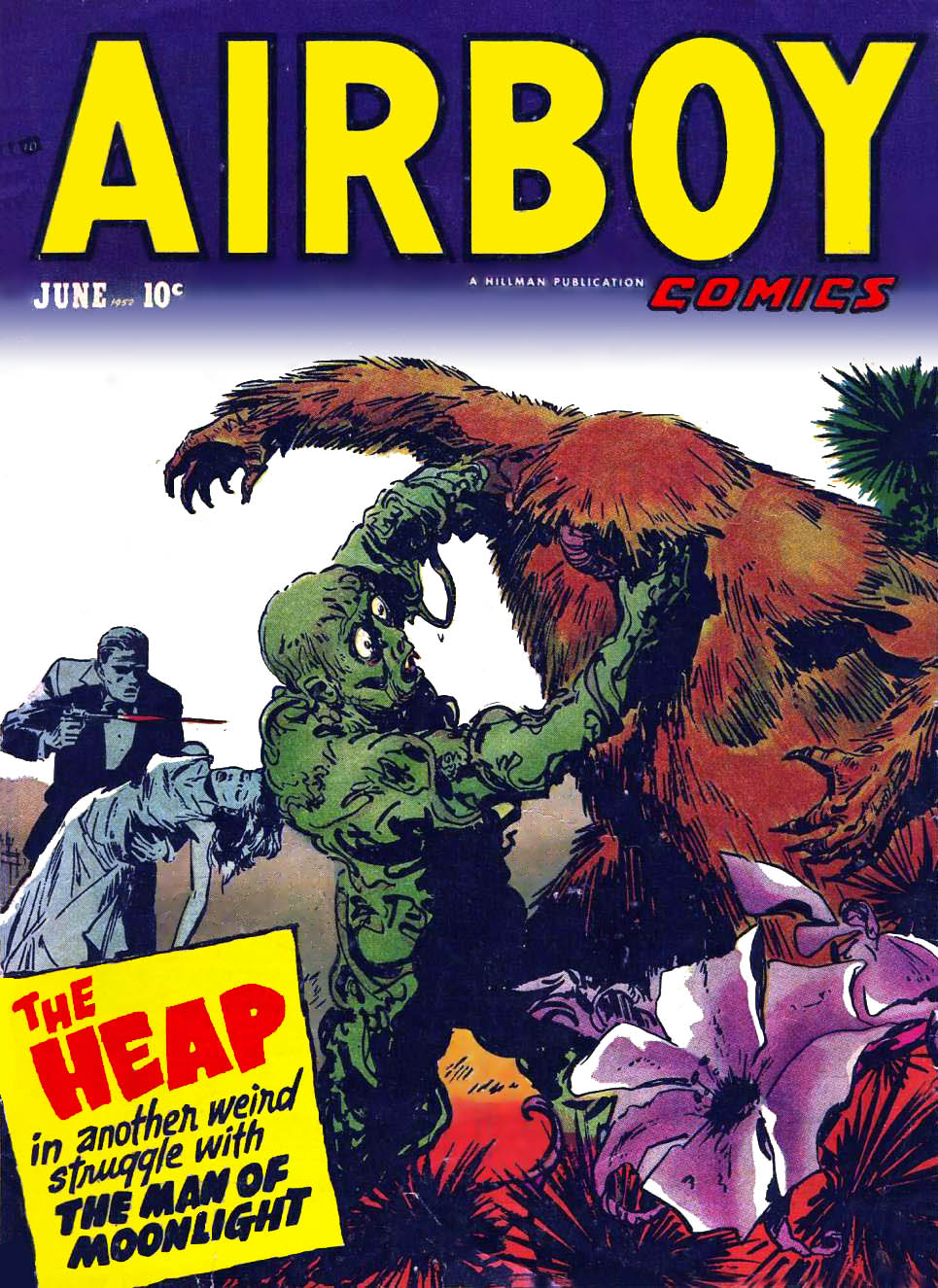
The Heap em Airboy Comics, março de 1952, arte de Ernest Schroeder.

A Marvel Comics, rival da DC, teve um personagem impressionantemente parecido com o Monstro do Pântano - e criado pouco tempo antes dele - nos anos 70 chamado de Homem-Coisa, também chamado de Coisa Humana (Man-Thing no original). Devido às estreias muito próximas de cada personagem, é improvável que qualquer um fosse plagiado do outro - em uma entrevista o roteirista do Homem-Coisa Steve Gerber comentou que Len Wein (criador do Monstro do Pântano) e Gerry Conway (criador do Homem-Coisa) foram companheiros de quarto, e lançaram simultaneamente personagens similares por coincidência. Conway trabalhara na Marvel em 1975 e voltou para essa companhia como Editor-Chefe em 1976, depois que Wein havia deixado o mesmo cargo. Gerber pediu mais tarde a Wein que descrevesse a premissa do Monstro do Pântano, e reescreveu o Homem-Coisa para ser tão diferente da criação de Wein quanto fosse possível. Em 2005 foi lançado um telefilme do Homem-Coisa.
O precursor  mais conhecido de ambos os personagens foi o monstro vegetal conhecido como The Heap, cuja primeira aparição foi numa revista da Editora Hillman em 1942. Mas mesmo esse personagem  pode dever sua existência a uma história anterior - de 1940 - escrita por Theodore Sturgeon intitulada It, em que um monstro feito de vida vegetal deteriorada e de um cadáver humano, cria pânico em  uma fazenda. The Heap foi mencionado por Alan Moore em sua introdução do Parlamento das Árvores, ainda que não pelo nome.